# Quo vado?
Quo vado? is een Italiaanse komische film uit 2016 onder regie van Gennaro Nunziante.

## Verhaal
Checco heeft een relatief comfortabel leven in een klein dorpje in het zuiden van Italië. Hij heeft een posto fisso, een vaste baan als ambtenaar. Wanneer de hervormingsgezinde regering besluit te bezuinigen op de bureaucratie wordt Checco gedwongen steeds slechtere banen te accepteren om zijn gewaarborgd loon en werkgelegenheid te kunnen behouden. Dr. Sironi, een vertegenwoordiger van de nieuwe regering, wordt belast met de inkrimping van het personeel en tracht ambtenaren uit te betalen om hun ontslag te geven. Ze heeft haar pijlen gericht op Checco en stuurt hem naar een Italiaans onderzoeksstation op de Noordpool. Tijdens deze opdracht ontmoet hij Valeria, wonende in Noorwegen, en wordt verliefd op haar. Valeria toont hem een geheel andere manier van leven en Checco zal moeten kiezen tussen zijn zeker luilekkerleventje in Italië of een nieuwe en onzekere toekomst met Valeria.  

## Rolverdeling
| Acteur              | Personage      |
| ------------------- | -------------- |
| Checco Zalone       | Checco Zalone  |
| Eleonora Giovanardi | Valeria        |
| Ninni Bruschetta    | Minister Magno |
| Sonia Bergamasco    | Dr. Sironi     |
| Maurizio Micheli    | Peppino        |

## Productie
De film bracht tijdens zijn openingsweekend (van 1 tot 3 januari) 22,2 miljoen euro op in Italië en verbrak daarmee het record van de film Sole a catinelle uit 2013 (18,6 miljoen). Op 13 januari werd reeds het totaal record van Sole a catinelle (51,9 miljoen) verbroken met een opbrengst van 52,1 miljoen euro.